# Howard Ross
Renato Rossini, noto come Howard Ross, o Red Ross (Roma, 10 gennaio 1941), è un attore e sceneggiatore italiano.

## Biografia
Nato e cresciuto a Roma, ha sfruttato il suo fisico scultoreo per interpretare circa ottanta film a partire dagli anni '60. Il 22 aprile 2015 ha ricevuto al Busto Arsizio Film Festival un premio per la sua carriera nel cinema avventuroso italiano; il premio gli è stato consegnato dai critici Steve Della Casa e Marco Giusti.

## Filmografia

### Attore

#### Cinema
- La notte dell'innominato, regia di Luigi Latini De Marchi (1962)
- Maciste contro i mongoli, regia di Domenico Paolella (1963)
- Maciste alla corte dello Zar, regia di Tanio Boccia (1964)
- Ercole l'invincibile, regia di Alvaro Mancori e Lewis Mann (1964)
- Maciste nell'inferno di Gengis Khan, regia di Domenico Paolella (1964)
- Anthar l'invincibile, regia di Antonio Margheriti (1964)
- Il trionfo di Ercole, regia di Alberto De Martino (1964)
- Una spada per l'impero, regia di Sergio Grieco (1964)
- Ercole, Sansone, Maciste e Ursus gli invincibili, regia di Giorgio Capitani (1964)
- La rivolta dei sette, regia di Alberto De Martino (1964)
- Kindar l'invulnerabile, regia di Osvaldo Civirani (1965)
- La magnifica sfida, regia di Miguel Lluch (1965)
- I 4 inesorabili, regia di Primo Zeglio (1965)
- Ringo del Nebraska, regia di Antonio Román e Mario Bava (1966)
- Missione sabbie roventi, regia di Alfonso Brescia (1966)
- Zorro il ribelle, regia di Piero Pierotti (1966)
- Dalle Ardenne all'inferno, regia di Alberto De Martino (1967)
- Wanted Johnny Texas, regia di Emimmo Salvi (1967)
- Attentato ai tre grandi, regia di Umberto Lenzi (1967)
- 15 forche per un assassino, regia di Nunzio Malasomma (1967)
- El "Che" Guevara, regia di Paolo Heusch (1968)
- Starblack, regia di Giovanni Grimaldi (1968)
- L'ira di Dio, regia di Alberto Cardone (1968)
- Le calde notti di Lady Hamilton, regia di Christian-Jaque (1968)
- Quel maledetto ponte sull'Elba (No importa miror), regia di León Klimovsky (1969)
- Kidnapping! Paga o uccidiamo tuo figlio, regia di Alberto Cardone (1969)
- La battaglia della Neretva (Bitka na Neretvi), regia di Veljko Bulajić (1969)
- 5 bambole per la luna d'agosto, regia di Mario Bava (1970)
- La colomba non deve volare, regia di Sergio Garrone (1970)
- Nel buio del terrore (Historia de una traición), regia di José Antonio Nieves Conde (1971)
- ...dopo di che, uccide il maschio e lo divora (Marta), regia di José Antonio Nieves Conde (1971)
- O' Cangaceiro, regia di Giovanni Fago (1971)
- Quando gli uomini armarono la clava e... con le donne fecero din don, regia di Bruno Corbucci (1971)
- Il sergente Klems, regia di Sergio Grieco (1971)
- Le calde notti di Poppea, regia di Guido Malatesta (1972)
- Ragazza tutta nuda assassinata nel parco, regia di Alfonso Brescia (1972)
- A.A.A. Massaggiatrice bella presenza offresi..., regia di Demofilo Fidani (1972)
- Poppea... una prostituta al servizio dell'impero, regia di Alfonso Brescia (1972)
- Elena sì... ma di Troia, regia di Alfonso Brescia (1973)
- Il boss, regia di Fernando Di Leo (1973)
- Campa carogna... la taglia cresce, regia di Giuseppe Rosati (1973)
- Number one, regia di Gianni Buffardi (1973)
- Lo chiamavano Mezzogiorno (Un hombre llamado Noon), regia di Peter Collinson (1973)
- L'ultima chance, regia di Maurizio Lucidi (1973)
- L'assassino ha riservato nove poltrone, regia di Giuseppe Bennati (1974)
- 5 donne per l'assassino, regia di Stelvio Massi (1974)
- La testa del serpente (El clan de los inmorales), regia di José Gutiérrez Maesso (1975)
- L'uomo che sfidò l'organizzazione, regia di Sergio Grieco (1975)
- Sfida sul fondo, regia di Melchiade Coletti (1976)
- La lupa mannara, regia di Rino Di Silvestro (1976)
- Oh, Serafina!, regia di Alberto Lattuada (1976)
- Genova a mano armata, regia di Mario Lanfranchi (1976)
- La ragazza dal pigiama giallo, regia di Flavio Mogherini (1977)
- Interno di un convento, regia di Walerian Borowczyk (1978)
- L'immoralità, regia di Massimo Pirri (1978)
- Vendetta napoletana (Maria) (Maria - Nur die Nacht war ihr Zeuge), regia di Ernst Hofbauer (1980)
- Champagne... e fagioli, regia di Oscar Brazzi (1980)
- Teste di quoio, regia di Giorgio Capitani (1981)
- Napoli, Palermo, New York - Il triangolo della camorra, regia di Alfonso Brescia (1981)
- Lo squartatore di New York, regia di Lucio Fulci (1982)
- Briganti, regia di Giacinto Bonacquisti (1983)
- I guerrieri dell'anno 2072, regia di Lucio Fulci (1984)
- I giorni dell'inferno, regia di Tonino Ricci (1986)
- Vacanze di Natale '95, regia di Neri Parenti (1995)

#### Televisione
- Philemon, regia di Norman Lloyd – film TV (1976)
- I problemi di Don Isidoro Parodi – serie TV (1978)
- Affari di famiglia, regia di Marcello Fondato – film TV (1986)
- Appuntamento a Trieste, regia di Bruno Mattei – miniserie TV (1987)
- Turno di notte – serie TV, episodio 1x13 (1987)
- Tutti in palestra, regia di Vittorio De Sisti – miniserie TV (1987)
- Il mago, regia di Ezio Pascucci – film TV (1990)
- Safari, regia di Roger Vadim – film TV (1991)
- Passioni – serie TV (1993)

Ha inoltre partecipato a due serie della rubrica pubblicitaria televisiva italiana Carosello:
nel 1968, con Tom Felleghi e Harold Null, per il sapone da bucato Omo della Lever Gibbs, e nel 1973 con Anna Orso, per le lavatrici Zoppas.

### Sceneggiatore
- La lupa mannara, regia di Rino Di Silvestro (1976)

## Doppiatori
- Luciano De Ambrosis in Ercole l'invincibile, Attentato ai tre grandi, L'ira di Dio, Il sergente Klems,
- Michele Gammino in O' Cangaceiro, 5 bambole per la luna d'agosto, Napoli, Palermo, New York - Il triangolo della camorra
- Cesare Barbetti in Zorro il ribelle, Dalle Ardenne all'inferno
- Gino La Monica in La colomba non deve volare, L'assassino ha riservato nove poltrone
- Manlio De Angelis in Kidnapping!Paga o uccidiamo tuo figlio, Campa carogna...la taglia cresce,
- Pino Locchi in I 4 inesorabili, L'uomo che sfidò l'organizzazione
- Giuseppe Rinaldi in Missione sabbie roventi
- Pino Colizzi in Cinque donne per l'assassino
- Renato Izzo in Ringo del Nebraska
- Massimo Foschi in Wanted Johnny Texas
- Glauco Onorato in La testa del serpente
- Bruno Cattaneo in Oh, Serafina!
- Davide Marzi in Vacanze di Natale '95
- Ferruccio Amendola in Quando gli uomini armarono la clava e... con le donne fecero din don
- Luciano Melani in 15 forche per un assassino
- Giancarlo Maestri in L'ultima chance
- Adalberto Maria Merli in Ercole, Sansone, Maciste e Ursus gli invincibili
- Silvano Tranquilli in Il trionfo di Ercole
- Renato Mori in Maciste nell'inferno di Gengis Khan
- Stefano Satta Flores in Quel maledetto ponte sull'Elba